# برايان جوزيف
برايان جوزيف (بالإنجليزية: Brian D. Joseph)‏ هو لغوي أمريكي، ولد في 22 نوفمبر 1951.